# けがき針
けがき針（英: scriber）は材料に加工位置を刻むけがき作業のうち、鉄やアルミなど金属材料の平坦な表面に傷をつけて線を引くために使う工具である。

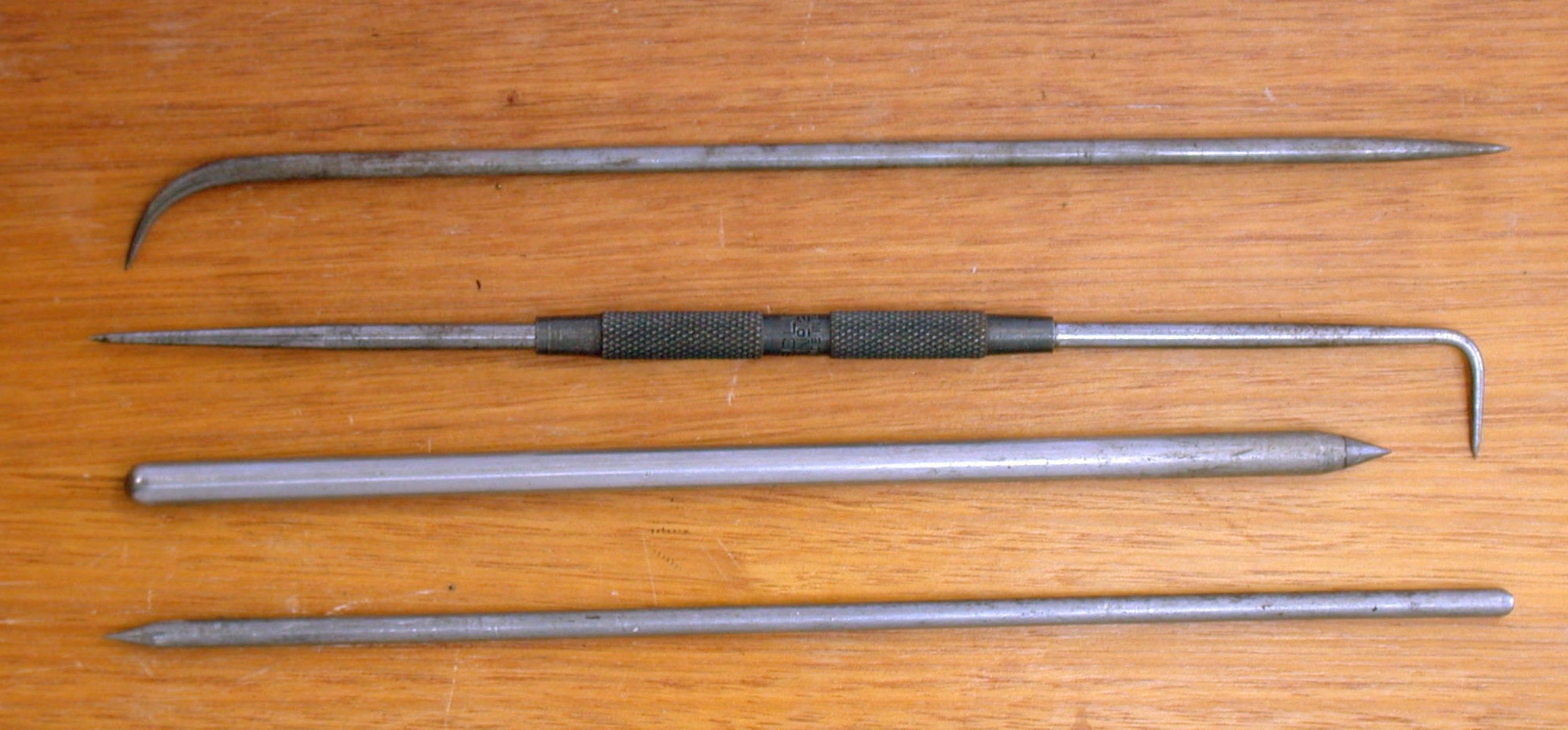
色々な　けがき針

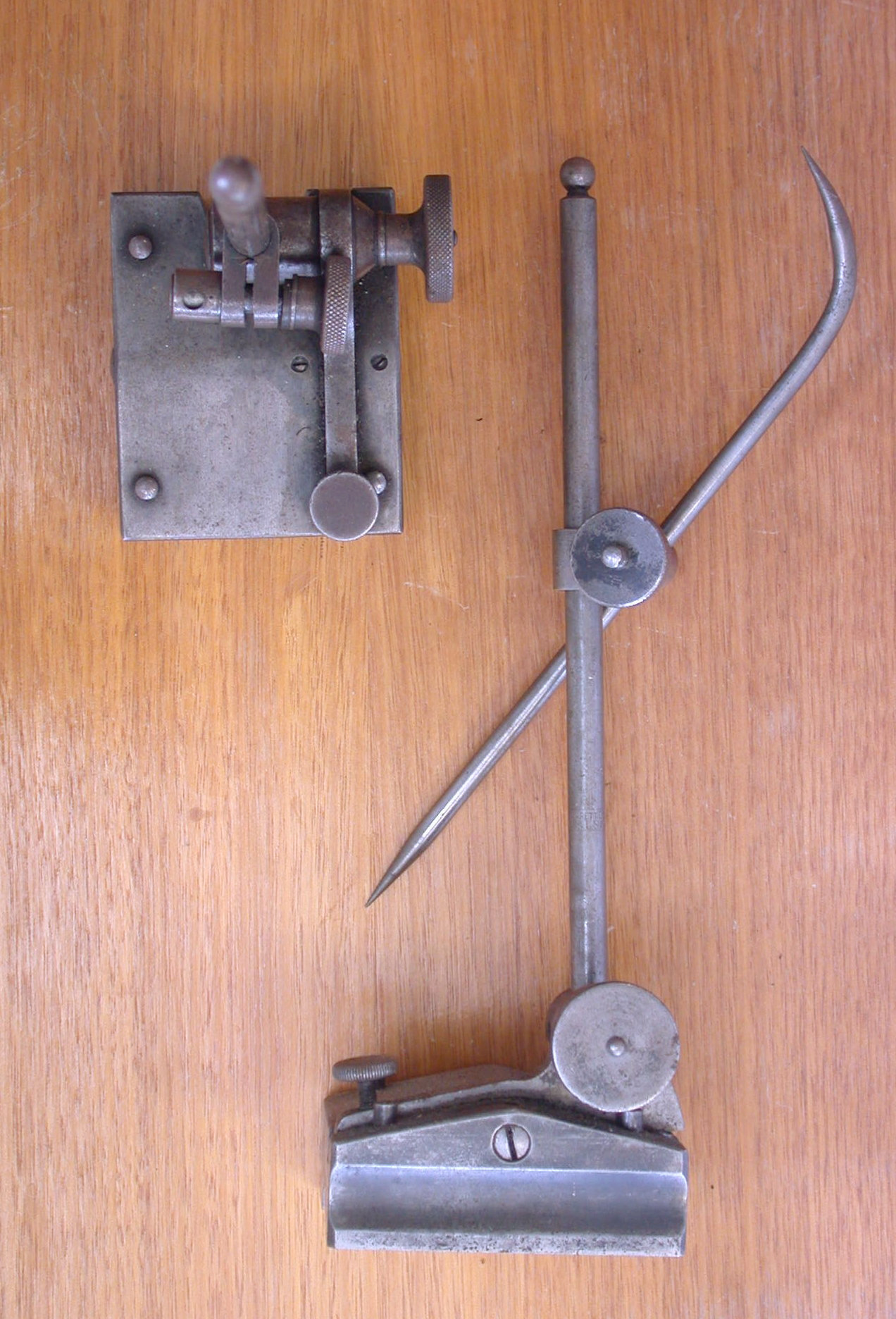
ScriberBlock

## 概要
けがき針とは、金属材料の表面を引っかいて傷をつけて線を引き、その線を目印に加工するための道具である。主に鋼で作られており、先端は針と名が付く通り尖っているが、何かを貫き通すことを前提としていないため、先端が鈍角な円錐となっている場合もある。その先端は焼入れが施されている。
よく使われるけがき針は、一端がまっすぐな針形状となっており、もう一端はヘラ状の「ばちけがき」や針が90度に屈曲した「うらけがき」になっている。中ほどは滑り止めにらせん状になっている。ペンシル形のけがき針もある。

### 使用法
これを用いて金属材料表面に線を引く場合は鋼製の定規やスコヤを使うが、垂直から定規側に少し傾けてあてがい、先端部が定規の角を削らないようにして使うか、厚みのある定規のへこんでいる側を下にして使う。習熟していない場合に、針の先端部を定規の接地面と鉛直に保持してけがきを試みるが、定規がずれたり先端部が定規の下に滑り込んでまっすぐに線が引けなくなる。
けがくときに何回も往復すると線がずれやすいため、あまり力を掛けずに1回でサッと引くほうが正確に線を引きやすい。けがくときの進行方向の角度によって深さを調節できる。深く鋭い線が欲しいときは針先の進行方向から見て垂直に、材料が柔らかく浅く太い線が欲しいときは寝かせて引く。ただし、鋭い線は針先が材料に食い込んで削るため、多少慣れていないとぶれやすい。
金属材料表面へのけがき線は確認しにくいため、あらかじめけがき専用の塗料や油性マジックインキの黒色や青色で着色し、その上をけがくことによってけがき線が確認しやすくなる。